# ジョエリトン・リマ・サントス
マンスール（Mansur）ことジョエリトン・リマ・サントス（ポルトガル語: Joéliton Lima Santos、1993年4月17日 - ）は、ブラジルのサッカー選手。ポジションはDF。

## クラブ歴
ECバイーアの下部組織に在籍している2011年にトップチームで試合に出場し選手デビュー。しかし、2012年1月10日に給与の問題からECヴィトーリアに加入。7月10日にプロ初得点。その後はジウソンの加入によってポジションを失った。2013年5月25日にカンピオナート・ブラジレイロ・セリエA初出場。
2014年2月にアトレチコ・ミネイロからのオファーを受けた。2015年8月8日に2016年1月までの契約で同クラブに期限付き移籍で加入。9月3日に移籍後初出場。2016年1月19日に4年契約で完全移籍。しかしアトレチコ・ミネイロでも出場機会には恵まれず、6月26日にスポルチ・レシフェに2017年5月までの契約で期限付き移籍。ここでも散発的に起用されたのみであった。2018年1月30日に、昇格組のパラナ・クルーベに1年の期限付き移籍。

## 代表歴
2013年にU-20代表として出場経験がある。

## タイトル
ヴィトーリア
- カンピオナート・バイアーノ: 2013